# Ruellia dissimilis
Ruellia dissimilis är en akantusväxtart som beskrevs av Imlay. Ruellia dissimilis ingår i släktet Ruellia och familjen akantusväxter. Inga underarter finns listade i Catalogue of Life.